# Graham Barrett
Graham Barrett (Dublino, 6 ottobre 1981) è un ex calciatore irlandese, di ruolo attaccante.

## Carriera

### Club
Ha giocato nella prima divisione inglese, in quella scozzese ed in quella irlandese.

### Nazionale
Ha giocato nella nazionale irlandese.

## Palmarès

### Club

#### Competizioni giovanili
- FA Youth Cup: 1

Arsenal: 1999-2000

#### Competizioni nazionali
- Campionato irlandese: 1

Shamrock Rovers: 2010